# Castell de Vilardida
El Castell de Vilardida és un monument protegit com a bé cultural d'interès nacional del municipi de Vila-rodona (Alt Camp).
Gran torre rectangular, emmerletada, unida a un casal tardà.
Cal Tudó, coneguda també amb el nom de Castell o Torre de Vilardida, és a un extrem del petit nucli i és la casa més gran i la més antiga de Vilardida. L'estructura original de la construcció és la d'una masia fortificada, amb una tanca exterior que aïllava l'habitatge i torre emmerletades. En l'interior, diverses estances s'obren a un pati. A la planta baixa són interessants els arcs de mig punt de pedra. El deteriorament progressiu és degut sobretot a la baixa qualitat dels materials emprats en la construcció. Una part del conjunt va modificar-se i es va obrir una façana al carrer principal del nucli, de planta baixa, pis amb balcons i cambra d'aire.

## Història
El castell originari va ser construït el 1151 per ordre de Ramon de Llorenç. L'origen d'aquesta masia fortificada data dels temps de la repoblació a la Catalunya Nova. Fou construïda per ordre de Ramon de Llorena el 1151, i és un precedent de les masies d'aquesta zona. La família Tudó, propietària d'aquesta casa, ho fou també, a finals del segle xviii, de tot Vilardida. En l'actualitat Cal Tudó manté la seva activitat econòmica, basada en el conreu de la vinya i en el procés d'elaboració del vi, amb una maquinària moderna a la planta baixa de la part nova de la casa. El nucli vell es troba deshabitat.